# Great Snoring
Great Snoring is een civil parish in het bestuurlijke gebied North Norfolk, in het Engelse graafschap Norfolk met 143 inwoners.

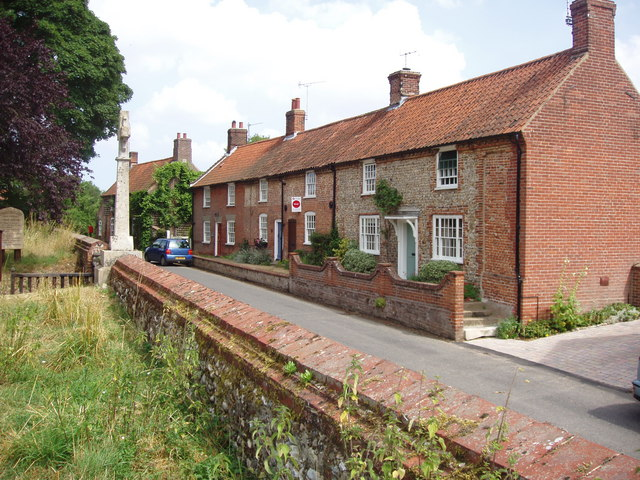
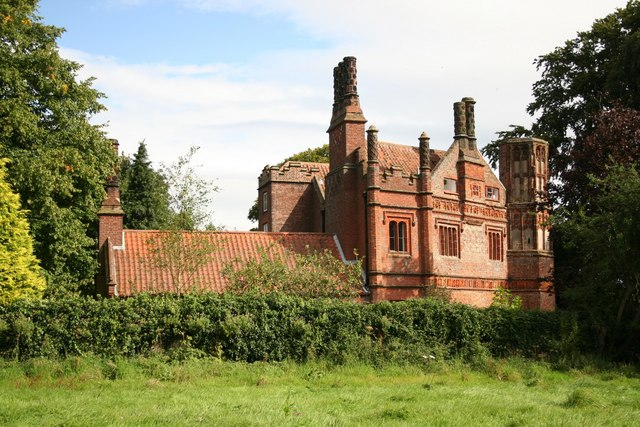